# كدسورة سنانية
كدسورة سنانية (الاسم العلمي:Kadsura lanceolata) هي نوع من النباتات يتبع جنس الكدسورة من الفصيلة الشزندرية.